# Marysville (Míchigan)
Marysville es una ciudad ubicada en el condado de St. Clair en el estado estadounidense de Míchigan. En el Censo de 2010 tenía una población de 9959 habitantes y una densidad poblacional de 463,44 personas por km².

## Geografía
Marysville se encuentra ubicada en las coordenadas 42°54′31″N 82°28′49″O / 42.90861, -82.48028. Según la Oficina del Censo de los Estados Unidos, Marysville tiene una superficie total de 21.49 km², de la cual 18.93 km² corresponden a tierra firme y (11.91%) 2.56 km² es agua.

## Demografía
Según el censo de 2010, había 9959 personas residiendo en Marysville. La densidad de población era de 463,44 hab./km². De los 9959 habitantes, Marysville estaba compuesto por el 97.48% blancos, el 0.34% eran afroamericanos, el 0.24% eran amerindios, el 0.62% eran asiáticos, el 0.02% eran isleños del Pacífico, el 0.43% eran de otras razas y el 0.86% pertenecían a dos o más razas. Del total de la población el 1.78% eran hispanos o latinos de cualquier raza.